# Гайзельбах
Гайзельбах (нім. Geiselbach) — громада в Німеччині, розташована в землі Баварія. Підпорядковується адміністративному округу Нижня Франконія. Входить до складу району Ашаффенбург.
Площа — 9,50 км2. Населення становить 2087 ос. (станом на 31 грудня 2020).